# Apogon brevicaudata
Apogon brevicaudata es una especie de pez de la familia de los apogónidos en el orden de los perciformes.

## Morfología
Los machos pueden alcanzar los 11 cm de longitud total.

## Distribución geográfica
Se encuentran en Indonesia, el Mar de Arafura y el noroeste de Australia.